# Frantoio (olivo)
Proveniente dalla Toscana, Frantoio è una delle coltivazioni di olivo più uniformemente diffuse sul territorio nazionale italiano, ma essendo ormai molto apprezzato e noto a volte viene coltivato anche all'estero. Da questa Cultivar nel 1988 è stata derivata da Giuseppe Fontanazza la varietà Favolosa, dimostratasi successivamente resistente alla peste degli olivi  Xylella.

## Caratteristiche

### Generalità
Albero di media taglia e vigoria con chioma allargata e mediamente fitta. I rami principali sono nodosi, mentre quelli fruttiferi sottili e lunghi con cima risalente. Si adatta abbastanza bene a vari terreni. Buoni impollinatori sono Americano, Mignolo, Morchiaio, Moraiolo, Rosciola, Leccino, Maurino e Pendolino.

### Fiori e frutti
L'infiorescenza è abbastanza lunga, con fiori abbastanza numerosi di medie dimensioni. Aborto dell'ovario: < del 10%.
La fruttificazione è alta e costante; l'invaiatura è tardiva e graduale, mentre la maturazione scalare e tardiva. La resistenza al distacco è media. Il periodo ideale di raccolta è intorno a metà novembre. I frutti non sono adatti per l'uso da mensa.

### Produzione e olio
Entra in produzione precocemente e la produttività si presenta elevata e costante. Buona la resa in olio (20-22%). Questo, verde scuro con riflessi dorati, è di ottima qualità: fine, aromatico, sapido e fruttato, con sfumature di piccante e amaro. Alcuni vi ravvisano vari sentori tra cui: erba fresca, mela acerba, carciofo, maggiorana, rosmarino, lattuga, sedano e mandorla.